# Märsta (stacja kolejowa)
Märsta (szwedzki: Märsta station) – stacja kolejowa w Märsta, w regionie Sztokholm, w Szwecji.
Stacja Märsta znajduje się na Ostkustbanan. Zatrzymują się tutaj pociągi Uppsalapendeln (kursują między Uppsalą i Sztokholmem). Märsta stanowi także pętla dla SL pociągów podmiejskich linii 36 pomiędzy Södertälje i Märsta. Stacja posiada dwa perony, jeden dla pociągów podmiejskich i jeden dla pociągów regionalnych. Ze stacji kursują autobusy do lotniska Arlanda. 
Stacja została otwarta w 1866 roku, kiedy otwarto Norra stambanan.

## Linie kolejowe
- Ostkustbanan